# Корсунь (Орловская область)
Ко́рсунь — село в Верховском районе Орловской области. Административный центр Корсунского сельского поселения.

## География
Расположено в 20 км от поселка городского типа Верховье, в 95 км от города Орла.

## История
Села Корсунь основано приблизительно со второй половины XVIII столетия. Поместье, расположенное в селе, принадлежало генералу в отставке В. В. Вельяминову-Зернову.  
По некоторым сведениям В. В. Вельяминов-Зернов умер на Украине. Его тело было перевезено в Корсунь и похоронено в склепе, находившемся в часовне, где покоилась дочь Зерновых. После его смерти поместье перешло князьям Ухтомским. 
С 1929 по 1932 год на территории Корсуни и близлежащих деревень образовалось девять колхозов.
В этот период постройки на усадьбе барина начали разбираться жителями. Сам дом, где жил барин, приспособили под школу. В годы Великой Отечественной войны здание школы было разрушено.
В декабре 1941 года село было захвачено фашистами. В начале 1943 года командование Красной Армии начало готовить наступательную операцию, которая закончилась в феврале 1943 года. Село освобождали: 2-й батальон 244-го стрелкового полка 41-й стрелковой дивизии 48-й армии. Во время войны Корсунь была полностью разрушена.
Строительство современной Корсуни началось в 1950 х годах. С 1958 по 1984 год колхозом «Ленинский путь» руководил Ставцев Д. П. Благодаря его самоотдаче развивалась экономика колхоза, началось восстановление Корсуни. Первым делом построили школу, затем были сданы такие объекты как правление колхоза, столовая и сельский клуб. В последующем сдали в эксплуатацию медицинский пункт, сельсовет и жилые дома.

## Население
| 2002 | 2010 |
| ---- | ---- |
| 211  | ↘164 |

## Достопримечательности
В селе Корсунь находится Корсунская пустынь, на месте, где в XIX веке располагалось поместье князя В. В. Вельяминова-Зернова, два монастыря, храм Корсунской иконы Богоматери и храм-часовня Алексия Человека Божьего.